# La meglio gioventù
La meglio gioventù (2003) De beste jeugdjaren) is een film van Marco Tullio Giordana. 
Oorspronkelijk was de film bedoeld als 4-delige miniserie voor de Italiaanse televisie. De film duurt 6 uur en was in de bioscoop te zien in twee delen. De titel van de film komt van een dichtbundel van Pier Paolo Pasolini in het Friulisch. Internationaal staat de film bekend onder de originele Italiaanse titel of in sommige landen onder de Engelse titel The Best of Youth.

## Scenario
La meglio gioventù is een familiekroniek tegen de achtergrond van de recente Italiaanse geschiedenis (1966 tot 2003). De belangrijkste personages zijn Matteo en Nicola Carati, twee broers uit een Romeins middenklassengezin.

## Verhaal
Aan het begin van de film bereiden de twee broers Matteo en Nicola Carati zich voor op hun examens. Ze hebben het idee om direct na hun examens naar Noorwegen te vertrekken samen met hun vrienden Carlo en Berto. Matteo zoekt een baantje en komt aan het werk bij een inrichting. Hij krijgt de taak om een vrouwelijke patiënt, Giorgia, af en toe gezelschap te houden. Als Matteo te weten komt dat Giorgia in de inrichting elektroshocks heeft gehad - een behandeling waar hij sterk op tegen is - ontvoert hij haar. De bedoeling is om haar naar haar vader terug te brengen, althans zo ver mogelijk van de inrichting vandaan. Dat betekent dat de vakantie naar Noorwegen niet door gaat. Matteo en Nicola gaan naar Giorgia's vader maar die wil haar niet thuis hebben; hij heeft haar liever in de inrichting. Matteo en Nicola willen dat in geen geval en bespreken op een terras wat ze zullen doen. Ondertussen geven ze Giorgia geld om ijs te halen, maar dat lukt haar niet goed en ze wordt door de politie meegenomen omdat ze geen antwoord kan geven op de vragen van de winkelier. De beide broers brengen de nacht op het station door maar als Nicola wakker wordt, ziet hij dat z'n broer op de trein terug naar Rome stapt. Nicola snapt hier niets van en wil Matteo uit de trein praten. Deze weigert en hun wegen scheiden.
Nicola is van plan alsnog naar Noorwegen te gaan met Carlo en Berto. Hij kan ze niet vinden, dus gaat hij in z'n eentje. In Noorwegen brengt hij zijn tijd onder meer bij een houtzagerij door. Daar krijgt hij het bericht dat er een overstroming is geweest in Florence. Via de televisie verneemt hij dat er allemaal jongeren komen helpen om de cultuurschatten te redden. Ondertussen heeft Matteo zich aangemeld bij het leger om zijn militaire dienstplicht te vervullen. Toevallig ontmoeten de broers elkaar weer in Florence. In deze stad ontmoet Nicola ook Giulia die in Turijn studeert. Nicola stelt zijn vrienden voor naar Turijn te gaan.
Een aantal jaren later wonen de vrienden Vitale, Carlo en Nicola in een appartement in Turijn. Nicola studeert hier medicijnen en wil psychiater worden. Carlo studeert economie. Tijdens de studentenprotesten ziet Matteo, inmiddels in dienst bij de politie, hoe zijn beste vriend verlamd is geslagen door de communisten. Hij wordt geschorst en gaat bij Nicola en Giulia langs. Het klikt niet tussen Matteo en Giulia. Giulia - zelf communist - heeft geen medelijden met de lamgeslagen vriend van Matteo. Omdat Matteo de persoon die zijn collega toegetakeld heeft ook de vernieling in heeft geslagen, wordt hij overgeplaatst naar Palermo.
Matteo ontmoet daar een mooie vrouw, met wie hij kort in gesprek raakt. Zij heet Mirella en hij zegt dat zijn naam Nicola is. Hij adviseert haar om te proberen de ziel van mensen in foto's te vangen. Ze vraagt aan hem waar ze in Italië als bibliothecaresse zou kunnen gaan werken. Hij zegt haar het in Rome te proberen in een oude bibliotheek waar hij graag kwam. Dan wordt hij weggeroepen om een moord te fotograferen.
Inmiddels is het duidelijk geworden dat de vader van de broers kanker heeft en dat dit niet meer te genezen is. Nicola maakt daarom een reis naar Giovanna met hem. Matteo wordt op verlof gestuurd als hij weer eens door het lint gaat. Hij gaat naar Nicola in Turijn, maar gaat niet op bezoek bij zijn ouders in Rome. Hij ziet hen alleen kort door de achteruitkijkspiegel. In Turijn krijgen Nicola en Matteo het bericht dat hun vader is overleden. Matteo heeft z'n vader niet meer gesproken en is hier gefrustreerd over. Na afloop van de begrafenis gaat de familie naar het huis van Adriana (de moeder). Hier ontmoet Carlo Francesca (de jongere zus van de broers). Deze beide trouwen later dan ook. Vitale vertelt hier dat hij een van de 23.000 ontslagen werknemers van Fiat is en dat hij wel de bouw in gaat als metselaar. De econoom Carlo verklaart de massa-ontslagen heel rationeel wat bijna tot ruzie met Nicola leidt.
Nicola opent als psychiater de inrichting en wint een rechtszaak om het gebruik van elektroshocks te verbieden. Bij een inspectie van een inrichting ontdekt hij onder de verwaarloosde geesteszieken Giorgia en neemt haar op in zijn inrichting.
Carlo bouwt aan zijn carrière en wordt dermate belangrijk dat de 'roden' Giulia opdracht geven hem te liquideren. Giulia vertelt dit aan Francesca en verzoekt haar hem ervan te overtuigen om te emigreren. Carlo zal dit echter nooit doen en heeft vanaf dan permanente bewaking.
Matteo wordt vanwege weer een woede-uitbarsting overgeplaatst naar Rome en huurt hier een appartement zonder zijn familie iets te zeggen. Bij een bezoek aan de bibliotheek komt hij Mirella weer tegen, die daar inmiddels werkt. Ze spreken wat iets af en de vonk lijkt definitief over te zijn geslagen. Matteo liegt wel over zijn naam en zegt dat hij ingenieur is in plaats van politieman.
Op oudejaarsavond is de familie bij elkaar in Rome. Matteo komt pas later vanwege een arrestant op het politiebureau. Op het bureau komt Mirella ineens opdagen en vraagt waarom hij zich Nicola noemt, terwijl z'n naam Matteo is en confronteert hem met andere zaken waar hij over gelogen heeft. Matteo gaat hier niet op in en de twee krijgen ruzie. Hij voegt zich later die avond bij de familie, maar blijft niet lang en keert terug in zichzelf in het appartement. Hij probeert Mirella nog te bellen, maar deze neemt de telefoon niet op. Tijdens het vuurwerk springt hij van zijn balkon en pleegt hiermee zelfmoord.
De familie reageert geschokt. Nicola heeft z'n broer eigenlijk nooit begrepen, evenmin als z'n moeder dat deed. Adriana is er nog het ergst aan toe en ze zijn beide woedend omdat ze hem niet hebben kunnen helpen. Op een gegeven moment loopt Nicola over straat en ziet dan een foto waar Matteo op staat. De foto is onderdeel van een expositie. Mirella had de foto destijds op Sicilië gemaakt. Nicola laat de foto ook aan Giorgia zien en die zegt hem contact op te nemen met de fotografe. Nicola geeft Giorgia het laatste zetje om op haarzelf te gaan wonen.
Via via vindt Nicola Mirella op Sicilië ten tijde van de moord op rechter Falcone en praat met Mirella over de dood van Matteo. Zij vertelt hem dat ze een zoon van Matteo heeft. Zodra Nicola weer op het vasteland is, gaat hij naar z'n moeder (Adriana) toe. Hij vertelt haar wat hij al weet en spoort haar aan om naar het eiland Stromboli, waar Mirella woont, te gaan om haar kleinkind te ontmoeten. Adriana ontmoet haar kleinkind en blijft na enig aandringen op het eiland wonen. Mirella vraagt Nicola herhaaldelijk om vaker naar Stromboli te komen.
Carlo en Francesca hebben besloten om een oude boerderij te kopen in Toscana. Ze laten dit gebouw helemaal opknappen door Vitale en er ontstaat een fraai paleis.
Giulia komt vrij en neemt contact op met Francesca om haar dochter, Sara, te kunnen zien. Sara woont bij Francesca en Carlo in Rome en studeert restauratietechnieken. Giulia gaat werken als bibliothecaresse in Florence bij de bibliotheek waar zij Nicola heeft ontmoet. Enkele dagen voor de bruiloft van Sara op het Toscaans landhuis ontvangt zij een brief van haar moeder Giulia en besluit - op aansporen van Nicola - om haar op te zoeken en te verzoenen. Nicola gedraagt zich als een vader voor zijn neefje Andrea en vertelt hem over Noorwegen.
Na een nacht drinken adviseert Carlo Nicola om zich niet te laten belemmeren door Matteo. Nicola snapt het niet direct, maar de volgende dag als hij gaat wandelen met Mirella passeert Matteo (als droombeeld) en kunnen Nicola en Mirella een paar worden.

## Rolverdeling
- Alessio Boni - Matteo Carati
- Luigi Lo Cascio - Nicola Carati
- Jasmine Trinca - Giorgia Esposti
- Adriana Asti - Adriana Carati

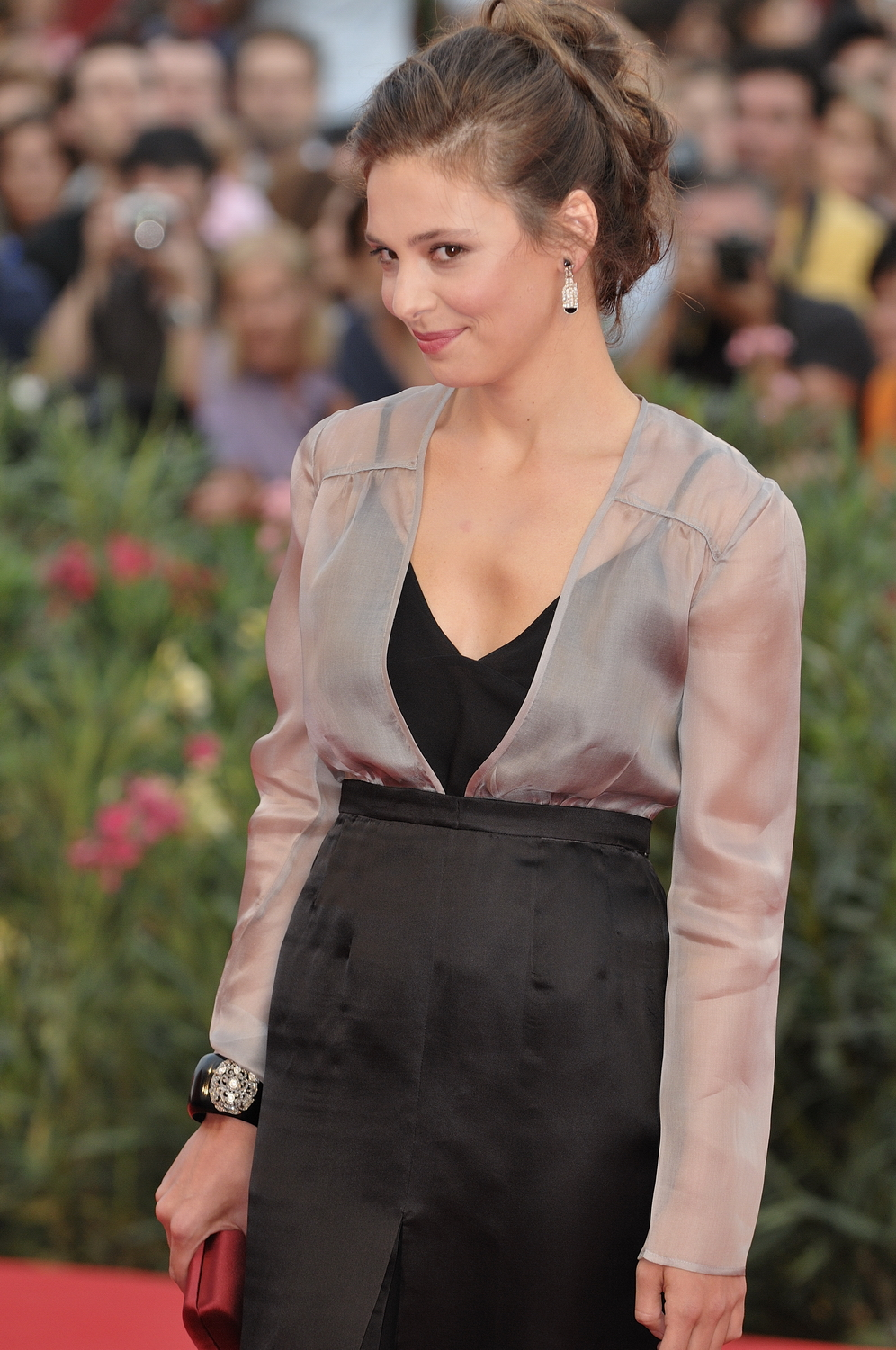
Jasmine Trinca (Giorgia Esposti)

- Sonia Bergamasco - Giulia Monfalco
- Fabrizio Gifuni - Carlo Tommasi
- Maya Sansa - Mirella Utano
- Riccardo Scamarcio - Andrea Utano
- Valentina Carnelutti - Francesca Carati
- Andrea Tidona - Angelo Carati
- Lidia Vitale - Giovanna Carati
- Claudio Gioè - Vitale Micavi
- Paolo Bonanni - Luigino

## Prijzen
- 2003 - Prix Un certain regard (Festival van Cannes)
- 2004 - Publieksprijs (Festival van Rotterdam)
- 2004 -  David di Donatello per il miglior film

## Filmmuziek
- The Animals: The House of the Rising Sun
- Fausto Leali: A chi ?
- Astor Piazzolla: Oblivion en Remembrance
- Cesária Évora: Sodade en Fruto Proibido
- Georges Delerue: met als thema « Catherine en Jim » uit de film Jules et Jim
- Mina: Ora o mai più
- Mozart: L'Allegro Maestoso della Sonata per piano n° 8
- Queen: Who Wants to Live Forever
- Fernando Sor: studi 5 e 17
- Johann Sebastian Bach: "Singet dem Herrn ein Neues Lied"
- Benjamin Britten: "Simple Symphony - Sentimental Sarabande"

## Wetenswaardigheden
- In België en Nederland wordt La meglio gioventù verdeeld door Lumière.
- Eind 2004 kon men met een spaaractie van de Vlaamse krant De Morgen de dvd kopen. Dit is merkwaardig aangezien de film in het begin de kritiek kreeg dat hij veel te moeilijk voor het grote publiek was.
- In sommige Vlaamse bioscopen was de film meer dan een jaar lang te zien.
- Filmrecensent Jan Temmerman plaatste in 2009 La meglio gioventù bij zijn top tien beste films van het decennium.[1]
- In 2015 is de film in gerestaureerde versie heruitgebracht op Bluray.